# Taylor & Francis

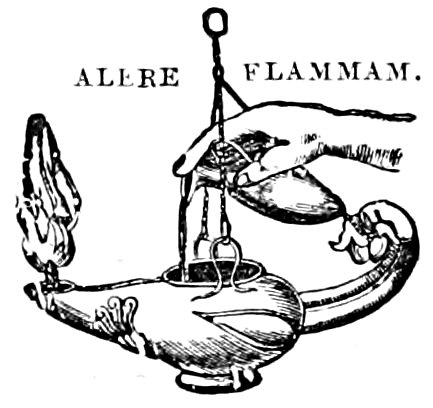
Precedente logo di Taylor & Francis da una pubblicazione del 1900

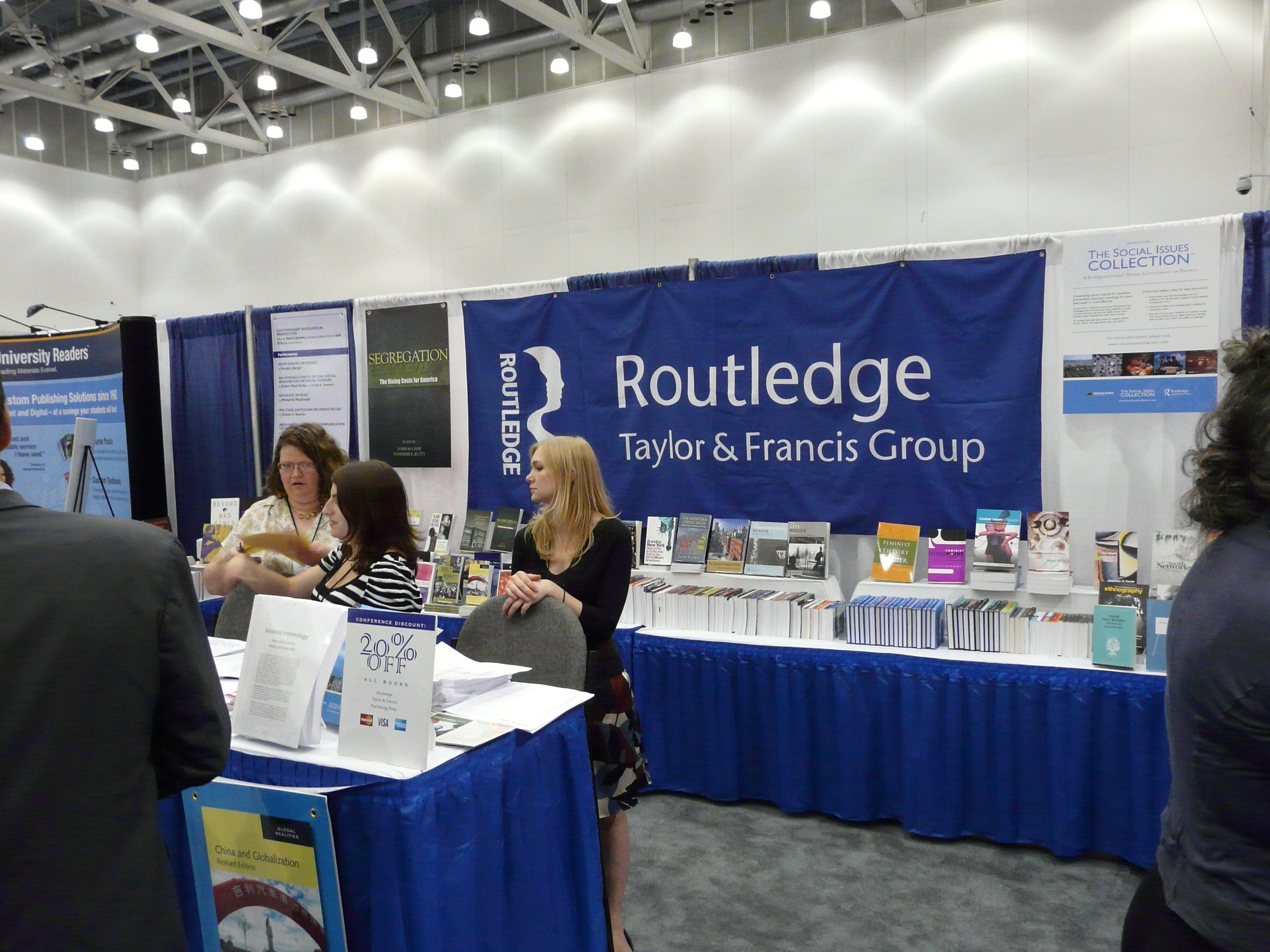
Routledge/Taylor & Francis a una conferenza accademica statunitense, nel 2008

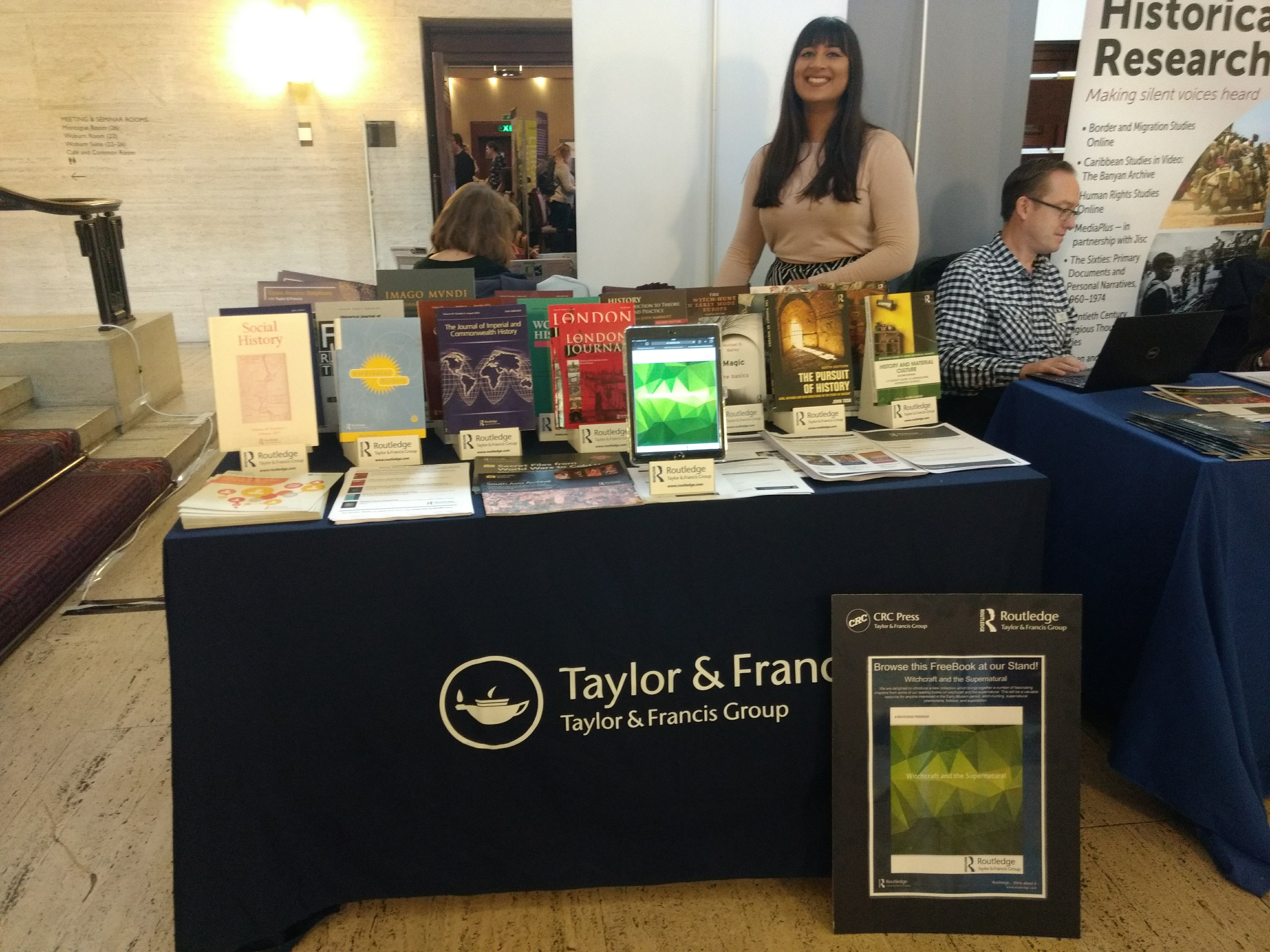
Taylor & Francis alla University of London School of Advanced Study History Day, nel 2017

Taylor & Francis Group è una casa editrice britannica internazionale che pubblica libri e riviste accademiche. È una divisione di Informa plc, una casa editrice con sede nel Regno Unito e azienda di conferenze.

## Panoramica
L'azienda fu fondata nel 1852 quando William Francis si unì a Richard Taylor nella sua attività editoriale. Taylor aveva fondato la sua azienda nel 1798. La loro attività copre agricoltura, chimica, istruzione, ingegneria, geografia, legge, matematica, medicina e scienze sociali.
Il figlio di Francis, Richard Taunton Francis (1883–1930), fu il solo socio della ditta dal 1917 al 1930.
Nel 1965, Taylor & Francis avviò Wykeham Publications e iniziò la pubblicazione di libri. T&F acquisì Hemisphere Publishing nel 1988 e la società è stata ribattezzata Taylor & Francis Group per riflettere il numero crescente di marchi. Taylor & Francis lasciò il business della stampa nel 1990, per concentrarsi sulla pubblicazione. Nel 1998 si quotò alla Borsa di Londra e nello stesso anno acquisì il suo competitor Routledge per 90 milioni di sterline. L'acquisizione di altri editori è rimasta una parte fondamentale della strategia aziendale del gruppo.  Si è fusa con Informa nel 2004 per creare una nuova società chiamata T&F Informa, che in seguito sarebbe di nuovo stata chiamata Informa. In seguito alla fusione, T&F ha chiuso lo storico ufficio di Routledge a New Fetter Lane a Londra e si è trasferita nell'attuale sede di Milton Park, nell'Oxfordshire. Taylor & Francis Group ora costituisce il ramo di editoria accademica di Informa e nel 2017 ha rappresentato il 30,2% delle entrate del gruppo e il 38,1% dell'utile rettificato.
Taylor & Francis pubblica oltre 2.700 riviste e circa 7000 nuovi libri ogni anno, con un catalogo di oltre 140.000 titoli disponibili in formato cartaceo e digitale. Utilizza il marchio di Routledge per le sue pubblicazioni in discipline umanistiche, scienze sociali, scienze comportamentali, diritto e istruzione e il marchio della CRC Press per le sue pubblicazioni in scienze, tecnologia, ingegneria e matematica. Nel 2017, T&F ha venduto asset dal suo marchio Garland Science a WW Norton & Company e ha smesso di usare quel marchio.
Sebbene generalmente considerato il più piccolo dei "Big Four" editori STEM  (Reed-Elsevier, Wiley-Blackwell, Springer e Taylor & Francis), si presume che la sua impronta Routledge sia il più grande editore accademico globale nell'ambito delle discipline umanistiche e delle scienze sociali. Le riviste dell'azienda sono rese disponibili attraverso il sito web Taylor & Francis Online dal giugno 2011. Prima di ciò erano fornite attraverso il sito web Informaworld. Gli ebook di Taylor & Francis sono ora disponibili tramite il sito web TaylorFrancis. Taylor & Francis gestisce una serie di servizi web per i suoi contenuti digitali, tra cui Routledge Handbooks Online, Routledge Performance Archive, Secret Intelligence Files e Routledge Encyclopedia of Modernism. Taylor & Francis offre opzioni di pubblicazione open access sia nelle divisioni dei libri sia nelle riviste, sia attraverso il marchio delle riviste Cogent Open Access.
Taylor & Francis è membro di numerosi organismi editoriali professionali tra cui la Open Access Scholarly Publishers Association, la International Association of Scientific, Technical and Medical Publishers, la Association of Learned & Professional Society Publishers e The Publishers Association. Nel 2017, dopo averci collaborato per diversi anni, T&F ha acquistato Colwiz, società specializzata in risorse digitali. Nel gennaio 2020, T&F ha acquistato la piattaforma di pubblicazione di ricerca aperta F1000.
Il vecchio logo Taylor e Francis raffigura una mano che versa olio in una lampada accesa, insieme alla frase latina alere flammam: alimentare la fiamma (della conoscenza). Il logo moderno è una lampada a olio stilizzata in un cerchio.

## Dati dell'azienda
La sua sede principale si trova a Milton Park, Abingdon nel Regno Unito, con altri uffici a Stoccolma, Leida, New York, Boca Raton, Filadelfia, Kentucky, Singapore, Kuala Lumpur, Hong Kong, Pechino, Shanghai, Taipei, Melbourne, Sydney, Città del Capo, Tokyo e Nuova Delhi.
Taylor & Francis ha riportato un divario retributivo di genere nel 2017 del 24,2% per la sua forza lavoro nel Regno Unito, mentre la mediana era dell'8%. Il fatto che la retribuzione media per le donne sia significativamente peggiore della retribuzione mediana (rispetto agli uomini) mostra che le donne sono sottorappresentate nelle posizioni con la retribuzione più elevata.

## Controversie
Nel 2013, l'intero consiglio di amministrazione del Journal of Library Administration si è dimesso in una disputa sugli accordi di licenza degli autori.
Nel 2016, Critical Reviews in Toxicology è stato accusato dal Center for Public Integrity di essere un "mediatore di scienza spazzatura". Si è scoperto che la Monsanto ha lavorato con una società di consulenza esterna per indurre la rivista a pubblicare una rassegna parziale degli effetti sulla salute del suo prodotto "Roundup".
Nel 2017, Taylor e Francis è stata fortemente criticata per aver liquidato il caporedattore dell'International Journal of Occupational and Environmental Health, che ha accettato articoli critici degli interessi aziendali. La società ha sostituito l'editore con un consulente aziendale senza consultare il comitato editoriale.
La rivista Cogent Social Sciences accettò un articolo bufala, "The conceptual penis as a social construct" ("Il pene concettuale come un costrutto sociale"), che era stato respinto da un'altra rivista di Taylor & Francis, Norma: International Journal for Masculinity Studies. Quando gli autori hanno annunciato la bufala, l'articolo è stato ritirato.
Nel dicembre 2018, la rivista Dynamical Systems ha accettato il documento Saturation of Generalized Partially Hyperbolic Attractors (Saturazione di attrattori parzialmente iperbolici generalizzati) solo per ritirarlo dopo la pubblicazione a causa della nazionalità iraniana degli autori. La European Mathematical Society ha condannato il ritiro e in seguito ha dichiarato che Taylor e Francis aveva accettato di annullare la decisione. Anche nel 2013 erano stati riportati casi di riviste di Taylor & Francis che discriminavano gli autori iraniani.

## Open Select
Open Select è il programma che consente di scegliere fra 2.000 (2.300 nel 2018) delle riviste edite dalla Taylor & Francis per pubblicare un articolo in modalità di accesso aperto.
Tali rivisti adottano quindi un modello editoriale di Open access ibrido. Il costo di elaborazione dell'articolo è a carico di chi sceglie questo tipo di pubblicazione, salvo accordi fra la casa editrice e l'istituzione accademica di appartenenza per realizzare pubblicazioni ad accesso aperto.